# Landini Landinetta
Landini Landinetta è un trattore agricolo a ruote prodotto dalla Landini tra il 1956 e il 1961. 
Utilizzava un curioso motore diesel monocilindrico di tipo verticale a due tempi a precamera con candelette di riscaldamento raffreddato ad acqua della potenza di 15-18 CV cilindrata 1236 cm3.
Con il nome Landinetta si identifica anche il tipo successivo, il Landini R 3000 con motore diesel Perkins da 30 CV.